# Loxosceles barbara
Loxosceles barbara là một loài nhện trong họ Sicariidae.
Loài này thuộc chi Loxosceles. Loxosceles barbara được miêu tả năm 1983 bởi Gertsch & Ennik.